# Kondensatorpest

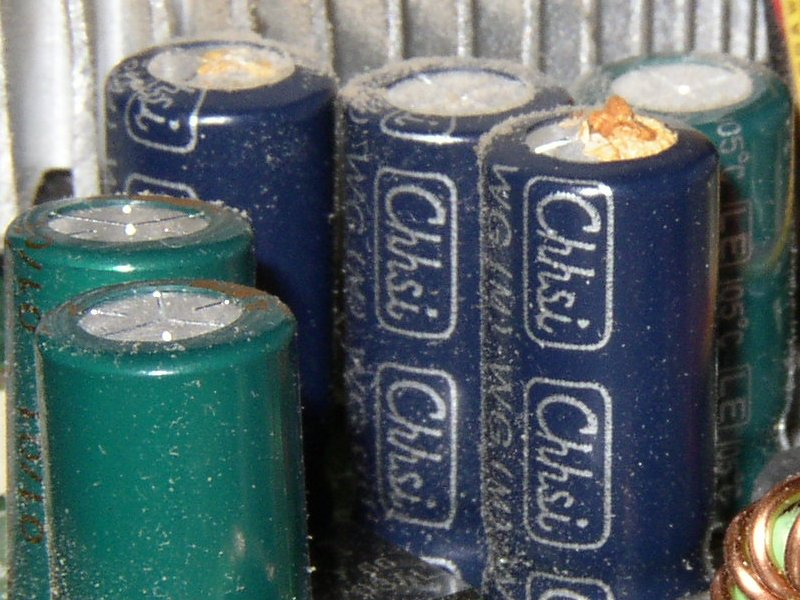
Två av kondensatorerna på det här moderkortet har svällt upp respektive spruckit och börjat läcka elektrolyt.

Kondensatorpest (engelska capacitor plague eller bad capacitors) var ett kvalitetsproblem inom elektronikindustrin där elektrolytkondensatorer tillverkade framförallt mellan 1999 och 2003 åldrades snabbare än förväntat och orsakade följdfel i många elektronikprodukter, med sin största omfattning mellan 2002 och 2005.
Problemet bestod av att ett stort antal elektrolytkondensatorer på marknaden hade undermålig kvalitet och slutade fungera i förtid. Kondensatorerna används i olika sorters elektronikutrustning, i synnerhet moderkort, grafikkort, ballaster för kompaktlysrör, LCD-skärmar och nätaggregat för persondatorer. Vanligtvis uppstod inga följdfel och apparaterna kunde åter fungera när trasiga kondensatorer bytts, men på grund av hög reparationskostnad skrotades vanligen den trasiga apparaten.
Den korta livslängden förekom främst i kondensatorer levererade från firmor i Taiwan som plagierat en konstruktion från den japanska firman Rubycon Corporation där den kemiska beskrivningen av kondensatorns elektrolyt misstolkats. Den felaktiga elektrolyten orsakade korrosion och generering av vätgas som kunde leda till brott och läckage från kondensatorns hölje.
Följdkostnaderna blev betydande, och bland annat tvingades datortillverkaren Dell år 2005 reservera 300 miljoner dollar för garantiåtaganden för utrustning som slutat fungera på grund av felaktiga kondensatorer.
Numera (2021) anges moderna elektrolytkondensatorer ha en "mångdubbel livslängd", men omnämns i olika forum som möjlig felorsak vid felsökning och reparationer av äldre elektronikutrustning.